# Oplostomus fuligineus
Oplostomus fuligineus är en skalbaggsart som beskrevs av Olivier 1789. Oplostomus fuligineus ingår i släktet Oplostomus och familjen Cetoniidae. Inga underarter finns listade i Catalogue of Life.

## Bildgalleri

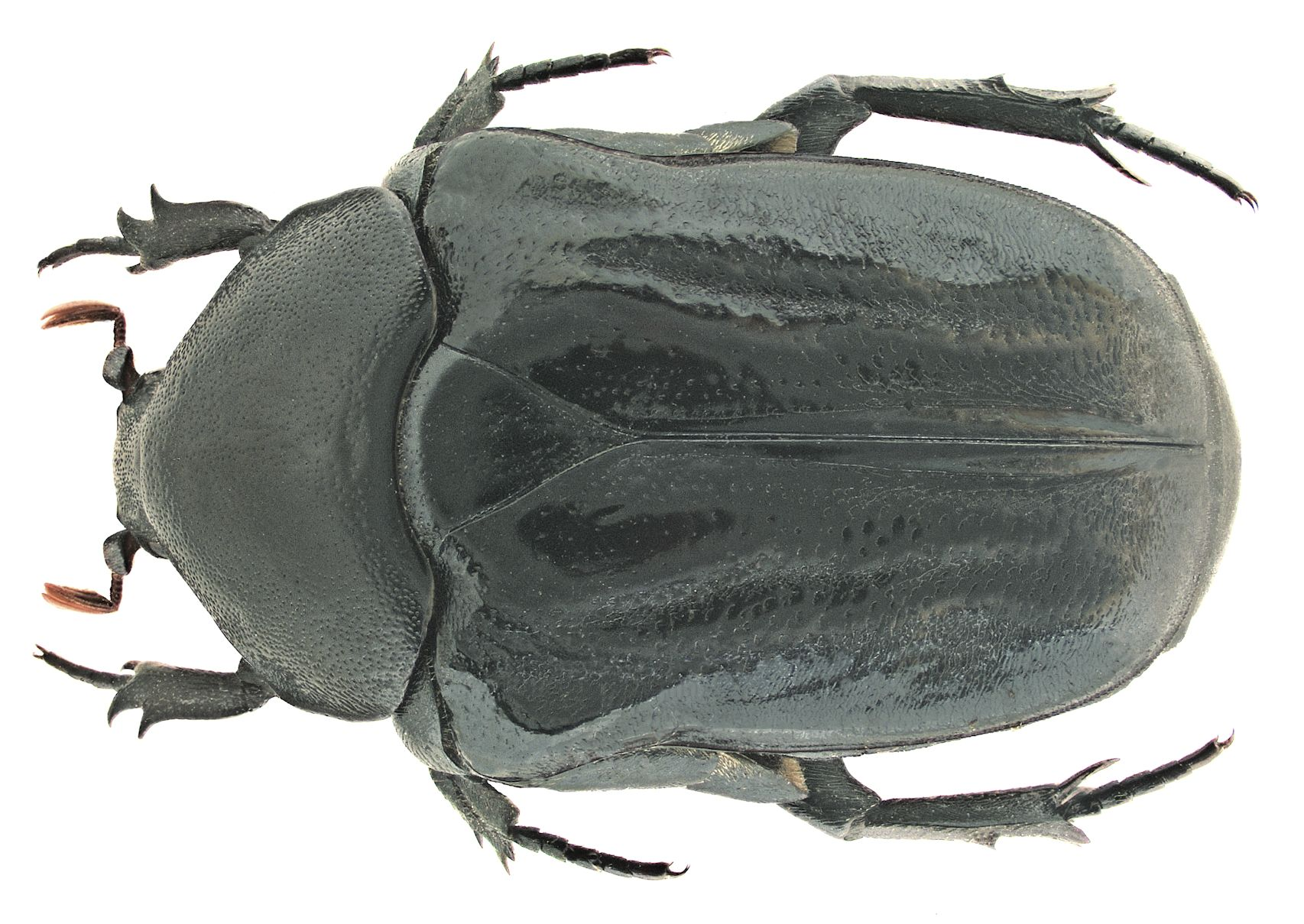